# ボドン・ド・ヌヴェール
ボドン・ド・ヌヴェール（フランス語：Bodon de Nevers, 1023年没）は、ヴァンドーム伯（在位：1016/7年 - 1023年）。ヌヴェール伯ランドリーとマティルド・ド・ブルゴーニュ（ブルゴーニュ伯オット＝ギヨームの娘）の息子。ヌヴェール伯ルノー1世の兄弟。
アデール・ド・ヴァンドーム＝アンジューと結婚し、以下の子女をもうけた。
- ブシャール2世（1028年没） - ヴァンドーム伯（1023年 - 1028年）
- フルク（1066年没） - ヴァンドーム伯（1028年 - 1032年、1056年 - 1066年）
- ギー（フランス語版）（1084年没） - ヴァンドーム伯領摂政（1066年 - 1075年）

1016/7年、ボドンは妻アデールの外伯父ルノー・ド・ヴァンドームの跡を継ぎヴァンドーム伯となった。